# Paralcis cellulata
Paralcis cellulata är en fjärilsart som beskrevs av W. Warren 1907. Paralcis cellulata ingår i släktet Paralcis och familjen mätare. Inga underarter finns listade i Catalogue of Life.